# ガーデン・ツーリズム
ガーデンツーリズムは、園芸の歴史において重要な植物園や庭園などを訪れる観光旅行である。

## 概要
このタイプの観光には海外旅行も国内旅行も含まれ、行き先になじみがある場合はひとりで、また行き先の国や地域で言葉の壁がある場合はツアーに参加して移動と目的地の近くに宿泊先を確保する手段を得ながら、植物園や庭園めぐりをする。2000年の統計によるとアルハンブラ、タージマハルはどちらも旅行者が200万人を超えたため、ランドスケープ・コンサルタントは対応に追われている。

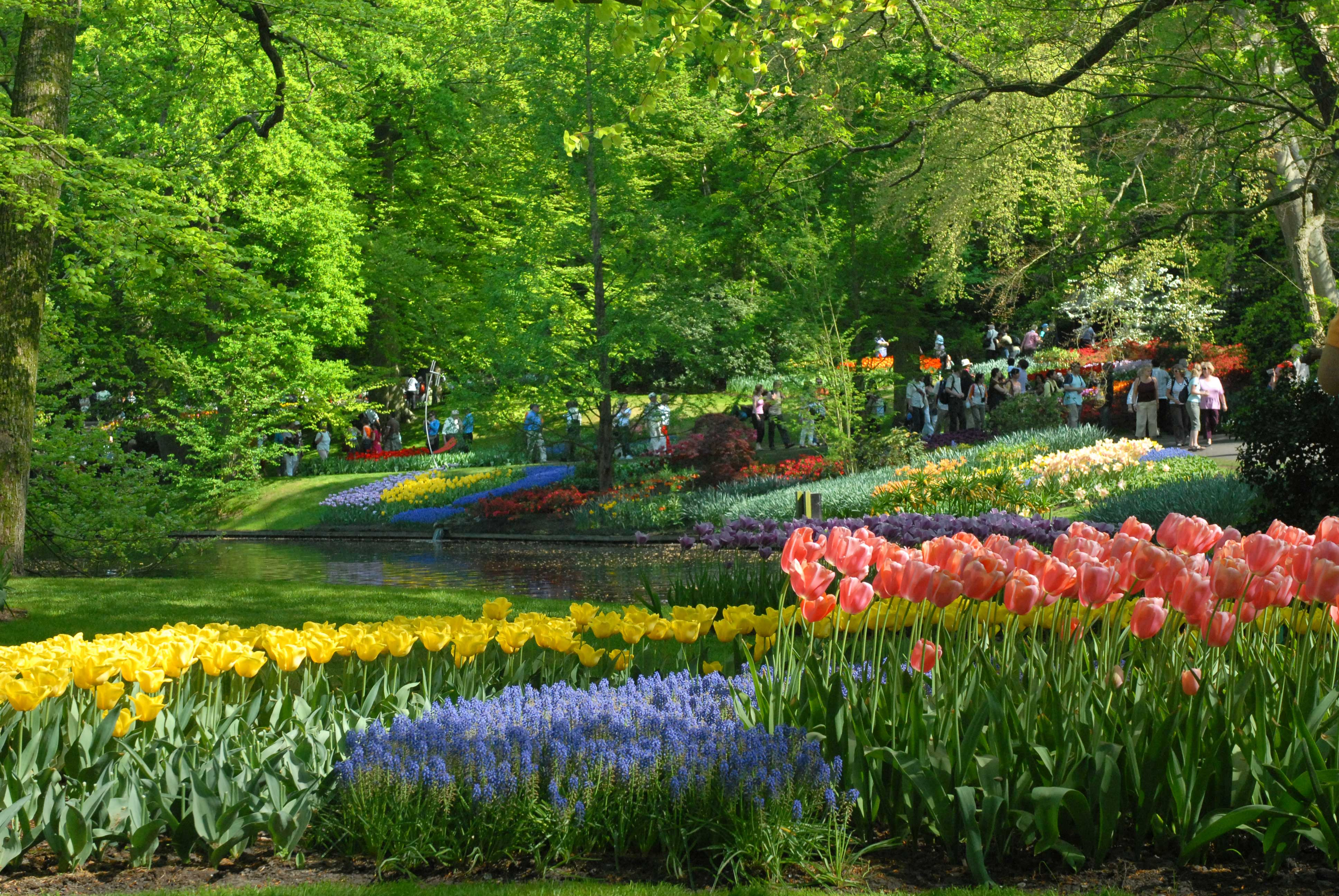
キューケンホフ公園を訪れた観光客

ガーデン・ツーリズムでは次の訪問先に人気がある。
- アメリカ＝ロングウッド庭園とフィロリ荘庭園
- イギリス＝シシングハースト・カースル・ガーデンおよびスターヘッド
- イタリア＝ティヴォリのエステ家別荘、ランテ荘庭園
- インド＝タージ・マハル
- オランダ＝キューケンホフ公園
- スペイン＝アルハンブラ宮殿
- フランス＝ヴェルサイユ宮殿、ジヴェルニー、ヴィランドリー城、リヴォー城
- 日本＝龍安寺

## 歴史
イギリスに定着した庭めぐり (ガーデンツアー) には個人宅の庭やふだんは非公開の庭園めぐりがふくまれ、通称「イエローブック」 (the 'Yellow Book') と呼ばれる『イギリスとウェールズの公開庭園と募金』 (Gardens of England and Wales Open for Charity) は、公開庭園の一覧に加えて見学を受け付ける期間ほかの情報を網羅したイギリスとウェールズの庭めぐりのガイドブックである。この案内書はイギリスの雑誌「カントリーライフ」が最初に1931年に発行し、ある公益活動の団体が始めた「ナショナル・ガーデンズ・スキーム」という企画に沿ったガーデンツアーを取上げたものである。

### ナショナル・ガーデン・スキーム
ガーデンツアーをイギリスに根づかせた団体は19世紀後半創設の地域看護を進める協会で、リバプールの篤志家が雇った看護師を地域の老人介護に派遣したことから始まった。やがてナイチンゲールとビクトリア女王の後援を得て活動を発展させると、看護協会として全国で看護師を養成、地域の老人介護や妊産婦の看護のために派遣しつづけ、その活動を支えたアレクサンドラ王妃の功績を記念しさらに活動を盛んにする資金を集めるため、1920年代後半に理事のエルシー・ワグ (Elsie Wagg) が当時の園芸ブームに注目、ガーデンツアーと募金活動を両立させる「ナショナル・ガーデン・スキーム」を考え出したのである。
看護協会の呼びかけた「手入れの行き届いた魅力的で個性のある庭を見学者に紹介し、なおかつ公共の利益に役立てる」という事業に賛同すると、庭の持ち主は自慢の園芸の成果を公開、ひとりにつき1シリングの見学料を集めて団体に寄付したのである。ガーデンツアーが動き出したのは1927年、その年は609カ所の庭園が賛同して8000英国ポンドを集め、翌年の1928年に「王妃の地域看護協会」The Queen's Institute of District Nursing (英語版)と改称、1931年には最初のイエローブックが出たこともあり、協力する庭の数は1000を超えた。やがて助成金の交付団体として創設以来、21世紀初頭にわたる募金をもとに累計4500万英国ポンドを支給するまでに基金が充実していく。それと並行して、個人の庭の持ち主はそれぞれが希望する寄付先に400万英国ポンドを支払ってきたのである。
第二次世界大戦後の1948年以降、ガーデンツアーは新しい段階へと発展。協会の募金活動はナショナルトラスト運動と連携、見学地にトラストが保全を進めた貴重な庭園を加えたことから見学者が大幅に増える。トラストは活動に対して協会から補助金を受け、歴史的に貴重な庭園の修復をさらに進めていく。庭園や庭が見学者の期待にこたえるかどうかをめぐっては地域の調整役から認定を受ける体系を設けて、庭の持ち主が公認を名乗る水準を保ってきた (『イエローガイドを片手にイギリスとスコットランドのすばらしい庭園めぐりを――ナショナル・ガーデン・スキームおよびスコットランドのガーデン・スキームの募金事業に協力する個人の庭』より)。2013年に公開した庭園や個人の庭は合計3700カ所を超え、「イエローブック」の名称は2015年に「Gardens To Visit」に変更している。

## 庭園めぐりと書籍
初めて庭園めぐりを記録に残した人々のうち、1580年から1581年にわたって目的地のフランス、ドイツ、オーストリア、スイス、イタリアを旅行したミシェル・ド・モンテーニュは旅日記をつけており死後に見つかると1774年に出版された。
ファイン・モリソン (Fynes Moryson または Morison) (1566 – 1630) は1590年代にヨーロッパと地中海東部の各地を旅行し、帰国後に4、5冊の全集を計画して1617年に著作集 "Itinerary" の最初の3冊組を出した。当時のエルサレム、トリポリ、アンチオク、アレッポ、コンスタンチノープル、クレタ島の社会の様子を伝える記録として歴史学で評価されている。
-
また、イギリスの作家で造園家、日記作者ジョン・イーヴリンは1664年、王立協会で初めての出版物として林業の実態を海軍に伝える報告をつづり、やがて森林をたたえる著述で植林を説きつづけた。マギー・キャンベル＝カルバー（英語）はイーヴリンが調査をした森林をたどりフランスやイタリアで視察した庭園を訪れ、イーヴリンを象徴するカシから彼がもっとも気に入っていたさまざまな常緑樹まで伝記にまとめている。こうしてごく限られた人々が書き残した庭めぐりの経験は、ガーデンツアーとしておよそ100年にわたって発展してきたのである。

## 日本のガーデン・ツーリズム
ガーデニングという言葉の定着にともない、新しいタイプのツーリズムとしてガーデン・ツーリズムに通じるフラワー・ツーリズムや庭園めぐりが広まり始めた。グリーン・ツーリズムのひとつの形、花の街づくりやガーデニングの延長など捉え方はさまざまあり、あるいは国際ガーデンツーリズム協会 (IGTN=International Garden Tourism Network) は日本の先進事例として北海道のガーデン・ツーリズムを北海道で紹介する事業を評価。あるいは1997年頃からイギリスのナショナル・ガーデンズ・スキームを参考に行われるオープンガーデン活動の成果が日本のガーデン・ツーリズムを支えつつある。
国土交通省は訪日外国人旅行数2000万人を達成する新しい魅力としてガーデン・ツーリズムに着目して調査と課題の整理を実施。2019年に「庭園間交流連携促進計画（ガーデンツーリズム）登録制度」を制定。①地域の風土や歴史を反映したテーマ設定、②地域活性化などのビジョンの提示が条件で、申請は自治体や施設管理者でつくる協議会が行い、大学教授や観光関係者で構成する審査会が審議し、国土交通省都市局長が承認する。

### 国交省認定地
- 北海道ガーデン街道（北海道）－風のガーデンなど
- いばらきガーデン＆オーチャードツーリズム（茨城県）－国営ひたち海浜公園など
- むさしの・ガーデン紀行（東京都）－井の頭自然文化園など
- ガーデンネックレス横浜（神奈川県）－山下公園など
- 湘南邸園文化ツーリズム（神奈川県）
- 富士・箱根・伊豆「皇室ゆかりの庭園」ツーリズム（神奈川県・静岡県）－神奈川県立恩賜箱根公園、沼津御用邸記念公園など
- アメイジングガーデン・浜名湖（静岡県）－はままつフラワーパークなど
- にいがた庭園街道（新潟県）－清水園など
- 雪舟回廊（岡山県・広島県・島根県・山口県）－常栄寺庭園など
- 宮崎花旅365（宮崎県）－宮崎ブーゲンビリア空港など